# 牛场友彦
牛场友彦（日语：／，1901年12月16日—1993年1月12日），是日本官僚、实业家。

## 生平
出生于京都府，曾留学于英国牛津大学，其后作为近卫文麿公爵的亲信而出任首相秘书一职。他组织成立了朝食会，该组织负责向近卫提供国策分析与研究。战后，牛场转投财经界，相继担任日本进出口银行幹事、阿拉斯加纸浆公司副社长以及日本不动产银行顾问。